# Drest III dei Pitti
Drest, figlio di Uudrost o di Uudrossig (... – circa 530), è stato sovrano dei Pitti.
La Cronaca dei Pitti lo associa a Drest IV.
Diversi regni, separatamente o insieme, sono assegnati a questi due Drest; la loro durata varia tra 1 e 15 anni.